# A Soweto Love Story
A Soweto Love Story è una commedia romantica del 2024 diretta da Rolie Nikiwe.

## Trama
Ansiosa di accasare i suoi tre figli maschi una madre decide di dare la casa al primo che si sposerà. Parte così una sfida a chi riesce per primo a trovare la fidanzata e sposarsi.

## Distribuzione
Il film è stato distribuito sulla piattaforma Netflix dal 14 febbraio 2024.